# Maxis Maximal
Maxis Maximal war eine Radiosendung auf dem Sender NDR 2, die von 1985 bis 1989 ausgestrahlt wurde. Moderator der Sendung war Gerd Alzen. Dem Konzept der Sendung gemäß wurden ausschließlich Maxi-Singles präsentiert, wie sie in den 1980ern vornehmlich in Diskotheken gespielt wurden. Die Sendung lief auf einem festen Sendeplatz, anfangs 14-täglich freitags von 20:05 Uhr bis 21:00 Uhr, bis zuletzt wöchentlich dienstags von 20:05 Uhr bis 22:00 Uhr.
Als Titelmusik von Maxis Maximal fungierte ein von Gerd Alzen selbst angefertigtes Medley, das unter anderem aus den Songs  Let it all blow von der Dazz Band und Hello again von The Cars bestand. Zu den bekanntesten Hintergrundmusiken (Musikbetten) der Sendung zählen "Object of my desire" von Starpoint, "The heaven I need" von The Three Degrees und "Message of love" von Steve Allen, aber auch "Fortune teller" von Marco Martina. Diese wechselten über die Jahre regelmäßig.